# 関東自動車今市営業所
関東自動車今市営業所（かんとうじどうしゃ いまいちえいぎょうしょ）は、かつて栃木県日光市瀬川にあった関東自動車の貸切バス部門の営業所で、一般路線バス用として簗瀬営業所今市車庫ならびに契約輸送部の今市車庫を併設していた。
今市定期券センターが設置されていたが2025年4月5日の営業をもって廃止となり、営業所としても一覧から削除されている。以前は関東ツアーサービス今市旅行センターも併設していた。

## 概要
今市営業所の所属車輌および契約輸送部今市車庫所属車のナンバープレートは、「宇都宮」のみであるが、簗瀬営業所今市車庫所属車両に「栃木」が少数ある。
一般路線は日光市・宇都宮市を運行エリアとしている。
契約輸送部では日光市営バスの一部路線の運行を受託している。

## 沿革
※現在の営業所とは直接関係しない旧今市営業所についても記載
- 1934年（昭和9年）9月1日 今市出張所開設[4]
- 1952年（昭和27年）1月1日 川治温泉に出張所設置[5]
- 1964年（昭和39年）2月7日[6] 宇都宮営業所今市市出張所（今市市相の道）、および日光・川治・鬼怒川の各出張所を統合し、現在地に今市営業所を開設[7]
- 1989年 貸切バスを宇都宮観光営業所へ統合[8]
- 1985年 日光市営バス[注釈 2]運行のため契約輸送部[注釈 3]の車庫併設[8]
- 組織再編で簗瀬営業所の車庫化
- 貸切専業の今市営業所設置（出典[8]には記載がないので、設置は2009年以降）
- 2025年（令和7年）4月5日 - この日の営業をもって今市定期券センターが廃止[2]。

## 配置車両
- 貸切の今市営業所としては1台。
- 一般路線用の今市車庫としては、6台程度[8]
  - ノンステップバスなどバリアフリー車が多い[8]
- 契約輸送部の今市車庫としては、5台程度（出典[8]時点では3台だが、発行後に大沢地区路線[1]が開設され増車）

## 受託運行路線
- 詳細は、日光市営バスを参照のこと。
- 受託路線の内、下小林線（今市車庫 - 東武下今市駅入口 - 塩野室 - 下小林）のみ、一般路線と同じ車両が共通使用され、他の路線は専用色の小型バスが使用される。